# Liga dos Campeões da OFC de 2025
A Liga dos Campeões da OFC de 2025 foi a 24ª edição do campeonato de clubes da Oceania. Organizado pela Confederação de Futebol da Oceania (OFC), é o principal torneio de futebol de clubes da Oceania. A edição de 2025 do torneio será a 19ª temporada sob o nome atual da OFC Men's Champions League.
Os vencedores da Liga dos Campeões da OFC de 2025 se classificarão automaticamente para a Copa Intercontinental da FIFA de 2025. Eles também terão a chance de se classificar para a Mundial de Clubes FIFA de 2029 como os melhores vencedores da Liga dos Campeões da OFC no ranking de 4 anos da OFC de 2025 a 2028.

## Equipes classificadas
Um total de 18 equipes de todas as 11 associações-membro da OFC podem entrar na competição.
- Sete associações (Fiji, Nova Caledônia, Nova Zelândia, Papua Nova Guiné, Ilhas Salomão, Taiti, Vanuatu) recebem uma vaga cada na fase de grupos, após jogar um playoff nacional entre os dois melhores clubes de sua liga.
- Quatro associações (Samoa Americana, Ilhas Cook, Samoa, Tonga) recebem uma vaga cada na fase de qualificação, com os vencedores avançando para a fase de grupos. No entanto, para esta edição, nenhuma equipe de Tonga estava presente no sorteio.

| Associação                               | Time                             | Método de qualificação                                     |
| Times entrando na fase de grupos         | Times entrando na fase de grupos | Times entrando na fase de grupos                           |
| ---------------------------------------- | -------------------------------- | ---------------------------------------------------------- |
| Fiji                                     | Rewa                             | Campeão do Campeonato Fijiano de 2024                      |
| Nova Caledônia                           | Tiga Sport                       | Líder do Campeonato Neocaledônio de 2024                   |
| Nova Zelândia                            | Auckland City                    | Campeão do Campeonato Neozelandês de 2024                  |
| Papua-Nova Guiné                         | Hekari United                    | Campeão da Liga Nacional da Papua-Nova Guiné de 2024       |
| Ilhas Salomão                            | Central Coast                    | Campeão da S-League de 2024                                |
| Taiti                                    | Pirae                            | Campeão do Campeonato Taitiano de 2023–24                  |
| Vanuatu                                  | Ifira Black Bird                 | Campeão do Campeonato Vanuatuense de 2024                  |
| Equipes entrando na fase de qualificação |                                  |                                                            |
| Ilhas Cook                               | Tupapa Maraerenga                | Campeão da Copa das Ilhas Cook 2024                        |
| Tonga                                    | –                                | Campeonato Nacional de Tonga de 2024                       |
| Samoa                                    | Vaipuna                          | Campeão do Campeonato Nacional de Samoa de 2024            |
| Samoa Americana                          | Royal Puma                       | 3° lugar do Campeonato Nacional de Samoa Americana de 2024 |

## Calendário
| Fase                 | Rodada                         | Data do sorteio        | Jogo de ida     | Jogo de volta  |
| -------------------- | ------------------------------ | ---------------------- | --------------- | -------------- |
| Fase de qualificação | Grupo preliminar ( Ilhas Cook) | 11 de dezembro de 2024 | 8 de fevereiro  | 8 de fevereiro |
| Fase de qualificação | Grupo preliminar ( Ilhas Cook) | 11 de dezembro de 2024 | 11 de fevereiro |                |
| Fase de qualificação | Grupo preliminar ( Ilhas Cook) | 11 de dezembro de 2024 | 14 de fevereiro |                |
| Fase de grupos       | 1ª rodada                      | 11 de dezembro de 2024 | 30-31 de março  | 30-31 de março |
| Fase de grupos       | 2ª rodada                      | 11 de dezembro de 2024 | 2-3 de abril    | 2-3 de abril   |
| Fase de grupos       | 3ª rodada                      | 11 de dezembro de 2024 | 5-6 de abril    | 5-6 de abril   |
| Fase de mata-mata    | Semifinais                     | 11 de dezembro de 2024 | 9 de abril      | 9 de abril     |
| Fase de mata-mata    | Final                          | 11 de dezembro de 2024 | 12 de abril     | 12 de abril    |

## Fase preliminar
O sorteio foi realizado em 11 de dezembro de 2024 na sede da OFC em Auckland. Para esta edição, nenhuma equipe de Tonga estava presente no sorteio. As três equipes na fase de qualificação jogarão entre si em uma base de todos contra todos em um local centralizado nas Ilhas Cook. Os vencedores avançarão para a fase de grupos para se juntar a Rewa, Tiga Sport, Auckland City e os quatro vencedores dos playoffs nacionais.
| Pos | Equipe                | Pts | J | V | E | D | GP | GC | SG | Classificado                 |     | TUP | VAI | RPU |
| --- | --------------------- | --- | - | - | - | - | -- | -- | -- | ---------------------------- | --- | --- | --- | --- |
| 1   | Tupapa Maraerenga (H) | 4   | 2 | 1 | 1 | 0 | 5  | 4  | +1 | Avança para a fase de grupos |     | —   | —   | —   |
| 2   | Vaipuna               | 3   | 2 | 1 | 0 | 1 | 5  | 2  | +3 |                              |     | 1–2 | —   | —   |
| 3   | Royal Puma            | 1   | 2 | 0 | 1 | 1 | 3  | 7  | −4 |                              | 3–3 | 0–4 | —   |     |

## Torneio final

### Equipes qualificadas
| Times entrando na fase de grupos                                                                 | Equipes classificadas na fase de qualificação |
| ------------------------------------------------------------------------------------------------ | --------------------------------------------- |
| - - Rewa - Tiga Sport - Auckland City - Hekari United - Central Coast - Pirae - Ifira Black Bird | - - Tupapa Maraerenga                         |

### Resultado do sorteio
| Pos | Equipe        |
| --- | ------------- |
| A1  | Auckland City |
| A2  | Pirae         |
| A3  | Tiga Sport    |
| A4  | Rewa          |

| Pos | Equipe            |
| --- | ----------------- |
| B1  | Ifira Black Bird  |
| B2  | Tupapa Maraerenga |
| B3  | Hekari United     |
| B4  | Central Coast     |

### Sedes
Todas as partidas foram realizadas no Estádio Lawson Tama e no Estádio Nacional em Honiara.
| Ilhas Salomão       | Ilhas Salomão                      |
| Honiara             | Honiara                            |
| ------------------- | ---------------------------------- |
| Estádio Lawson Tama | Estádio Nacional das Ilhas Salomão |
| Capacity: 20,000    | Capacity: 10,000                   |
|                     |                                    |
| Honiara             |                                    |

## Fase de grupos
As partidas da fase de grupos estavam originalmente programadas para acontecer em Fiji. No entanto, devido a problemas de disponibilidade do local, a fase de grupos foi transferida para Honiara, Ilhas Salomão, e será disputada de 30 de março a 12 de abril de 2025.

### Grupo A
| Pos | Equipe        | Pts | J | V | E | D | GP | GC | SG | Classificado |     | AUC | TIG | PIR | REW |
| --- | ------------- | --- | - | - | - | - | -- | -- | -- | ------------ | --- | --- | --- | --- | --- |
| 1   | Auckland City | 7   | 3 | 2 | 1 | 0 | 4  | 1  | +3 | Semifinais   |     | —   | 2–0 | 1–0 | —   |
| 2   | Tiga Sport    | 4   | 3 | 1 | 1 | 1 | 5  | 5  | 0  | Semifinais   |     | —   | —   | —   | 4–2 |
| 3   | Pirae         | 4   | 3 | 1 | 1 | 1 | 2  | 2  | 0  |              |     | —   | 1–1 | —   | —   |
| 4   | Rewa          | 1   | 3 | 0 | 1 | 2 | 3  | 6  | −3 |              | 1–1 | —   | 0–1 | —   |     |

### Grupo B
| Pos | Equipe            | Pts | J | V | E | D | GP | GC | SG  | Classificado |     | HEK | IFI | CEN | TUP |
| --- | ----------------- | --- | - | - | - | - | -- | -- | --- | ------------ | --- | --- | --- | --- | --- |
| 1   | Hekari United     | 7   | 3 | 2 | 1 | 0 | 13 | 1  | +12 | Semifinais   |     | —   | —   | 3–0 | —   |
| 2   | Ifira Black Bird  | 5   | 3 | 1 | 2 | 0 | 5  | 2  | +3  | Semifinais   |     | 1–1 | —   | —   | 3–0 |
| 3   | Central Coast (H) | 4   | 3 | 1 | 1 | 1 | 8  | 4  | +4  |              |     | —   | 1–1 | —   | 7–0 |
| 4   | Tupapa Maraerenga | 0   | 3 | 0 | 0 | 3 | 0  | 19 | −19 |              | 0–9 | —   | —   | —   |     |

## Fase Eliminatória
|  | Semifinais         | Semifinais    |                     |   | Final | Final |
|  |                    |               |                     |   |       |       |
|  | 9 de abril de 2025 |               |                     |   |       |       |
|  |                    |               |                     |   |       |       |
|  | Auckland City      | 2             |                     |   |       |       |
|  | Auckland City      | 2             | 12 de abril de 2025 |   |       |       |
|  | Ifira Black Bird   | 0             |                     |   |       |       |
|  | Ifira Black Bird   | 0             | Auckland City       | 2 |       |       |
|  | 9 de abril de 2025 |               | Auckland City       | 2 |       |       |
|  |                    | Hekari United | 0                   |   |       |       |
|  | Hekari United      | Hekari United | 0                   | 1 |       |       |
|  | Hekari United      |               |                     | 1 |       |       |
|  | Tiga Sport         | 0             |                     |   |       |       |
|  | Tiga Sport         | 0             |                     |   |       |       |

### Semifinais
| Equipe 1      | Resultado | Equipe 2         |
| ------------- | --------- | ---------------- |
| Auckland City | 2–0       | Ifira Black Bird |
| Hekari United | 1–0       | Tiga Sport       |

### Final
| 12 de abril de 2025 | Auckland City         | 2 – 0     | Hekari United | Estádio Nacional, Honiara |
| 18:00 (UTC+11)      | Bevan 39', 83' (pen.) | Relatório |               |                           |

## Estatísticas

### Artilheiros
| Classificação | Jogador              | Equipe           | Gols |
| ------------- | -------------------- | ---------------- | ---- |
| 1             | Hudson Oreinima      | Central Coast    | 5    |
| 2             | Rex Naime            | Hekari United    | 4    |
| 3             | Myer Bevan           | Auckland City    | 3    |
| 3             | Haris Zeb            | Auckland City    | 3    |
| 5             | Nathaniel Eddie      | Hekari United    | 2    |
| 5             | Joseph Joe           | Hekari United    | 2    |
| 5             | Dylan Manickum       | Auckland City    | 2    |
| 5             | John Orobulu         | Rewa             | 2    |
| 5             | Mickael Partodikromo | Tiga Sport       | 2    |
| 5             | Pala Paul            | Hekari United    | 2    |
| 5             | Lucas Santos         | Hekari United    | 2    |
| 5             | Jordy Tasip          | Ifira Black Bird | 2    |

## Premiação
| Liga dos Campeões da OFC de 2025         |
| Nova Zelândia                            |
| ---------------------------------------- |
| Auckland City Tetracampeão (13.º título) |

| Prêmio           | Vencedor        | Equipe        |
| ---------------- | --------------- | ------------- |
| Bola de Ouro     | Dylan Manickum  | Auckland City |
| Chuteira de Ouro | Hudson Oreinima | Central Coast |
| Luva de Ouro     | Dave Tomare     | Hekari United |
| Prêmio Fair Play | —               | Auckland City |